# Sutimlimab
Il sutimlimab, noto con il nome commerciale di Enjaymo, è un anticorpo monoclonale chimerico e umanizzato, prodotto dalla casa farmaceutica Bioverativ, succursale della Sanofi. Negli studi condotti in vitro è in grado di inibire l'attivazione del sistema del complemento e, conseguentemente, di evitare reazioni autoimmuni contro i linfociti B.
L'uso medico dell'anticorpo è stato approvato nel febbraio 2022 negli Stati Uniti e nel novembre dello stesso anno nell'Unione europea.

## Utilizzi
Il sutimlimab viene somministrato mediante infusione intravenosa. È impiegato nel trattamento della sindrome cronica da agglutinine a frigore.
L'indicazione ufficiale dell'anticorpo, nello specifico, riguarda pazienti adulti con sindrome cronica da agglutinine a frigore e l'obiettivo terapeutico sarebbe quello di inibire il processo emolitico patologico tanto da poter diminuire la frequenza delle trasfusioni di sangue atte a compensare l'anemia dovuta all'emolisi stessa.

## Effetti collaterali
Gli effetti collaterali del sutimlimab più comunemente osservati sono infezioni delle vie aeree superiori (in particolare di origine virale), diarrea, dispepsia, tosse, artralgie, edemi da ristagno linfatico alle porzioni distali degli arti. Inoltre, in due studi clinici giunti in fase III, il 29% dei pazienti ha riportato reazioni di ipersensibilità con quadro clinico variabile: si sono osservati dispnea, tachicardia, nausea, arrossamenti cutanei, cefalea, ipotensione, dolore simil-anginoso, prurito diffuso, rash cutaneo, infiammazione del sito di somministrazione, confusione mentale.